# Première bataille du bois du Moulin-aux-Chèvres
Guerre de Vendée
La bataille du bois du Moulin-aux-Chèvres, lieu parfois confondu avec la commune de Moulins à côté de Châtillon-sur-Sèvre aujourd'hui Mauléon (79) à laquelle elle est maintenant rattachée, se déroula lors de la guerre de Vendée sur le territoire de la commune de Nueil-sous-les-Aubiers (aujourd'hui Nueil-les-Aubiers, 79) sur l'ancienne voie reliant Châtillon-sur-Sèvre à Bressuire et à mi-chemin entre ces deux villes.

## La bataille
Après la déroute des Vendéens à la bataille de Parthenay, Henri de La Rochejaquelein, qui avait dû évacuer Saumur arriva au secours de Lescure. Les Républicains de Westermann menaçaient Châtillon, « capitale » des Vendéens, mais pour leur barrer la route, La Rochejaquelein et Lescure ne purent réunir que 5 000 hommes. Westermann lança l'attaque le 3 juillet et dispersa les troupes vendéennes après deux heures de combat. À 7 heures du soir, les Républicains faisaient leur entrée dans Châtillon.
Le Conseil supérieur de la Vendée s'était enfui à Cholet, mais Westermann fit brûler les documents administratifs et les journaux des royalistes. De plus, 600 prisonniers républicains enfermés à Châtillon furent délivrés et grossirent les rangs de la petite armée de Westermann.
Les pertes des Républicains sont selon Westermann d'au moins 50 hommes de sa légion, tandis que les autres bataillons ont peu souffert. Les pertes vendéennes sont selon lui de plus de 2 000 morts.
Ce dernier prit également des dispositions pour que Mestadier, évêque constitutionnel, célèbre un Te Deum dans l'église de Châtillon. Une compagnie fut également envoyée à la Durbelière pour incendier le château de La Rochejaquelein comme il en avait été de celui de Lescure.

## Sources
- Yves Gras, La guerre de Vendée : 1793-1796, Paris, Economica, coll. « Campagnes et stratégies », 1994, 184 p. (ISBN 978-2-7178-2600-5), p.54.
- A.Ray, Réimpression de l'ancien Moniteur, t. XVII, p.64. texte en ligne sur google livres.